# Maladie LCAT
La maladie rare dite LCAT ou déficit en Lécithine-Cholestérol-Acyl-Transférase (LCAT) est une maladie qui se caractérise par un trouble rare du métabolisme des lipoprotéines à l'intérieur de l'ensemble du corps humain. Cliniquement, les symptômes principaux sont une opacité de la cornée, une insuffisance rénale et une anémie hémolytique. Biochimiquement, cela se traduit par un taux de HDL-cholestérol très réduit.

## prévalence
On recense une trentaine de familles et la prévalence serait inférieure à 1/1 000 000  dans le monde, mais ce serait très sous-diagnostiqué.

## Cause
Le déficit en lécithine-cholestérol acyltransférase est liée à une mutation du gène sur le chromosome 16 (16q22.1  ) qui code l’enzyme LCAT. Le rôle l'enzyme est de catalyser la formation d’esters de cholestérol dans les lipoprotéines, et sa mutation entraîne une déficience de l’activité enzymatique qui mène à l’accumulation de dépôts lipidiques dans les tissus corporels tels que la cornée, les globules rouges et les reins.
La forme complète de déficience en LCAT est appelé «déficit en LCAT familial (FLD)», alors que la forme partielle est appelée «maladie des yeux de poissons (FED)».
À ce jour, plus de 85 mutations du gène LCAT ont été identifiées, le déficit en LCAT suivant une transmission autosomique récessive.

## traitement
Le CER-001 peut éviter la nécessité d'une dialyse  avec disparition du flou visuel. Cette amélioration franche des fonctions visuelles est toujours observée après 1 an de suivi.